# 交聲詩 海
『交聲詩 海』（こうせいし うみ）は、日本の作曲家・三善晃の混声合唱組曲。作詩は宗左近。2台のピアノによる伴奏がつく楽曲である。全体の演奏時間は約10分。

## 概説
合唱団OMPの委嘱により作曲され、1987年6月7日の第5回定期演奏会（サントリーホール）にて初演された。指揮：栗山文昭、ピアノ：田中瑤子・浅井道子。合唱団OMPは同年に開催された第40回全日本合唱コンクールでも同曲を自由曲として演奏し、一般B部門で金賞1位を受賞し、さらに全部門1位を意味するコンクール大賞を受賞した。詩は宗左近による書き下ろしであり、6編の詩が2編ずつ3部にまとめられて作曲されている。曲は〔Ⅰ〕〔Ⅱ〕〔Ⅲ〕の3部構成となっているが、これらは全て繋がっており、全体としては単一楽章の楽曲である。
1993年に発表された「日本の合唱作品100選」に選出されている。三善による合唱曲は本作のほかに「五つの童画」「クレーの絵本」「三つの抒情」「オデコのこいつ」が選ばれており、100選のうち5作品が三善作品である。

## 楽譜
- 混声合唱と2台のピアノのための「交聲詩 海」（カワイ出版、1988年）ISBN 978-4-7609-1100-4